# Марлен (фильм, 2000)
Марлен — немецко-итальянский биографический фильм 2000 года режиссера Йозефа Фильсмайера с Катей Флинт, Хансом Вернером Майером и Хербертом Кнаупом в главных ролях. Фильм о жизни Марлен Дитрих, ее успехе в Голливуде и взаимоотношениях с Германией, снят по воспоминаниям её дочери Марии Рива.

## В ролях
- Катя Флинт — Марлен Дитрих
- Херберт Кнауп — Рудольф Зибер
- Хайно Ферх — Карл Зайдлиц
- Ханс Вернер Майер — Йозеф фон Штернберг
- Кристиана Пауль — Тамара Матул
- Сузанна фон Боршоди — Шарлотта Зайдлиц
- Армин Роде — Эмиль Яннингс
- Йозефина Фильсмайер — Мария 6 лет
- Тереза Фильсмайер — Мария 10 лет
- Янина Фильсмайер — Мария 13 лет
- Моника Бляйбтрой — вдова фон Лош, мать Марлен
- Косма Шива Хаген — Рези
- Катарина Мюллер-Эльмау — Марго Лайон
- Оливер Элиас — Джосси Винтер
- Сэнди Мартин — Луэлла Парсонс
- Ричард Китс — Трэвис Бэнтон
- Майк Уимберли — Гарри
- Эльвира Хименес — Хуанита
- Хайнер Лаутербах — Эрих Поммер
- Бен Беккер — Эрнст Линке
- Юрген Шорнагель — Фридрих Мельнер
- Отто Зандер
- Гёц Отто — Гэри Купер
- Уте Кремер — Мария Рива
- Джордж Валенсия — Карлос
- Глория Грей — Мэй Уэст
- Мишель Франкер — Морис Шевалье
- Генрих Шафмайстер — пианист

## Цитированные фильмы
Фильм содержит эпизоды следующих фильмов с участием Марлен Дитрих:
- Голубой ангел (1930)
- Марокко (1930)
- Распутная императрица (1934)